# 稷山郡
稷山郡（チクサンぐん、しょくざんぐん、朝鮮語: 직산군）は、現在の忠清南道天安市北部にあった行政区域。天安聖居山慰礼城があったところ。1914年、天安郡に併合された。

## 沿革
高句麗が百済から奪って蛇山県（朝: 사산현、しゃさんけん）と改め、新羅時代にもそのまま蛇山県といい、白城郡（現在の安城市）の領県になった。
高麗初に稷山県と改め、1018年（顕宗9年）に天安府の属県になった。
李氏朝鮮時代、燕山君10年（1505年）に京畿道に属せられたが、中宗初に再び忠清道に編入された。1596年に現在の京畿道平沢市全域に相当する当時の振威県と平沢県が稷山県に合併した。1610年に平沢県が稷山県より独立した。
1895年（高宗32年）、稷山郡に昇格したが、1914年に天安郡に併合された。

## 1914年以降
| 朝鮮総督府令第111号 |            |                                                                                |
| 旧行政区域          | 新行政区域 | 新行政区域                                                                     |
| 稷山郡東辺面        | 城山面     | 군동리, 남산리, 판정리                                                         |
| 稷山郡西辺面        | 城山面     | 군서리, 삼은리, 수헐리                                                         |
| 稷山郡一西面        | 城山面     | 마정리, 모시리, 부송리, 상덕리, 석곡리, 신갈리, 양당리, 자은가리               |
| 稷山郡二西面        | 成歡面     | 매주리, 율금리, 송덕리, 신방리, 왕림리, 우신리                                 |
| 稷山郡三西面        | 成歡面     | 복모리, 성월리, 성환리, 수포리, 신가리, 어룡리, 와룡리                         |
| 稷山郡二北面        | 成歡面     | 대홍리, 안궁리, 양령리, 수향리, 학정리                                         |
| 稷山郡二南面        | 聖居面     | 천흥리, 저리, 정촌리, 오색당리, 신월리, 소우리, 문덕리, 석교리, 요방리, 송남리 |
| 稷山郡二東面        | 聖居面     | 모전리, 삼곡리, 오목리                                                         |
| 稷山郡二東面        | 笠場面     | 기로리, 상장리, 시장리, 신덕리, 양대리, 하장리, 호당리, 홍천리, 호계리         |
| 稷山郡三東面        | 笠場面     | 가산리, 도림리, 독정리, 산정리, 용정리, 유리, 흑암리, 신두리, 연곡리           |